# Список російських офіцерів, що загинули під час вторгнення в Україну (2025)
Це список російських офіцерів, які були вбиті в боях під час вторгнення російських військ в Україну, яке розпочалося 24 лютого 2022 року. У переліку, який рекомендовано до висвітлення Мілітарі Медіа Центром (Military Media Center), поширено інформацію про ліквідованих окупантів, в тому числі стосовно вищого та старшого офіцерського складу, а також молодших офіцерів та інших вбитих військовослужбовців, які були нагороджені званням «Герой Російської Федерації» в період від 1 січня 2025 року і далі.

## Вищі офіцери

### Генерал-полковники/адмірали
| № | Світлина / Емблема | Прізвище, ім'я, по батькові | Звання | Посада / підрозділ | Участь в інших війнах | Дата загибелі | Місце загибелі | Примітки |
| 1 |                    |                             |        |                    |                       |               |                |          |

### Генерал-лейтенанти/віцеадмірали
| № | Світлина / Емблема | Прізвище, ім'я, по батькові  | Звання            | Посада / підрозділ                                                                                        | Участь в інших війнах     | Дата загибелі  | Місце загибелі               | Примітки                 |
| 1 |                    | Москалик Ярослав Ярославович | генерал-лейтенант | Заступник начальника Головного оперативне управління Генерального штабу Збройних сил Російської Федерації | Інтервенція Росії в Сирію | 25 квітня 2025 | Балашиха, Московська область | підірваний з автомобілем |

### Генерал-майори/контрадмірали
| № | Світлина / Емблема | Прізвище, ім'я, по батькові | Звання        | Посада / підрозділ | Участь в інших війнах                                                 | Дата загибелі | Місце загибелі                 | Примітки                                                                                 |
| 1 |                    | Гудков Михайло Євгенович    | генерал-майор | Командувач береговими та сухопутними військами — заступник Головнокомандувача Військово-морського флоту Російської Федерації | - Збройний конфлікт на Північному Кавказі - Інтервенція Росії в Сирію | 2 липня 2025  | Коренево, Курська область (РФ) | колишній командир 155 ОБрМП, двічі Герой Російської Федерації (2023), (2025) (посмертно) |

## Старші офіцери

### Полковники/капітани 1-го рангу
| № | Світлина / Емблема | Прізвище, ім'я, по батькові   | Звання                       | Посада / підрозділ                                                                               | Участь в інших війнах | Дата загибелі            | Місце загибелі                 | Примітки                                                  |
| 1 |                    | Єфремов Сергій Вікторович     | полковник                    | командир 22-го добровольчого загону БАРС «Тигр», 155 ОБрМП                                       |                       | 2 лютого 2025 (51 рік)   | Курська область (РФ)           | нагороджений званням Герой Донецької Народної Республіки  |
| 2 |                    | Іваровський Олександр         | полковник внутрішньої служби | заступник командира 22-го загону БАРС «Тигр»                                                     | Друга чеченська війна | 2 лютого 2025 (45 років) | Курська область (РФ)           |                                                           |
| 3 |                    | Головатий Євген               | полковник                    | заступник начальника управління «П», Головне управління економічної безпеки та протидії корупції |                       | 27 лютого 2025           | Москва                         |                                                           |
| 4 |                    | Горячкін Руслан Валерійович   | полковник                    | в.о. командувача 8-ї загальновійськової армії                                                    |                       | 30 червня 2025           | Донецьк                        | Загинув від ураження ракетою по місцю дислокації          |
| 5 |                    | Скірневський Василь Федорович | полковник                    | начальник зв'язку 8-ї загальновійськової армії                                                   |                       | 30 червня 2025           | Донецьк                        | Загинув від ураження ракетою по місцю дислокації          |
| 6 |                    | Ільїн Сергій Юрійович         | полковник                    | командир 155-ї гвардійської бригади морської піхоти                                              |                       | 2 липня 2025             | Коренево, Курська область (РФ) | Загинув в результаті ракетного удару по командному центру |
| 7 |                    | Башкардін Леонід Вікторович   | полковник                    | начальник штабу 155-ї гвардійської бригади морської піхоти                                       |                       | 2 липня 2025             | Коренево, Курська область (РФ) | Загинув в результаті ракетного удару по командному центру |
| 8 |                    | Лебедєв Михайло Вікторович    | полковник                    | командир 83 мотострілецького полку 69-ї мотострілецької дивізії                                  |                       | 26 липня 2025            | Харківська область             |                                                           |

### Підполковники/капітани 2-го рангу
| №  | Світлина / Емблема | Прізвище, ім'я, по батькові    | Звання                     | Посада / підрозділ                                                                      | Участь в інших війнах                           | Дата загибелі             | Місце загибелі                 | Примітки                                                  |
| 1  |                    | Тиханович Євген Вікторович     | підполковник               | заступник командира 22 МСП (на БМП) мотострілецької дивізії 44 АК                       | Анексія Криму (2014) Громадянська війна в Сирії | до 19 січня 2025 (41 рік) | Курська область (РФ)           |                                                           |
| 2  |                    | Мяліцин Олександр Сергійович   | підполковник               | військово-транспортний авіатор, (посада — не встановлена), (підрозділ — не встановлено) |                                                 | 20 січня 2025 (37 років)  |                                |                                                           |
| 3  |                    | Бесарабець Вадим Миколайович   | підполковник               | командир мотострілецького батальйону, (підрозділ — не встановлено)                      |                                                 | лютий 2025 (39 років)     |                                |                                                           |
| 4  |                    | Сузін Віталій                  | підполковник митної служби | (посада — не встановлена), (підрозділ — не встановлено)                                 |                                                 | до 6 березня 2025         |                                |                                                           |
| 5  |                    | Огай Роман Костянтинович       | підполковник               | заступник командира 6-го танкового полку                                                |                                                 | 26 квітня 2025 (35 років) | Донецька область               |                                                           |
| 6  |                    | Периславський Євген            | підполковник               | (посада — не встановлена), (підрозділ — не встановлено)                                 |                                                 | до 15 травня 2025         |                                |                                                           |
| 7  |                    | Кочнев Олександр               | підполковник               | (посада — не встановлена), (підрозділ — не встановлено)                                 |                                                 | до 15 травня 2025         |                                |                                                           |
| 8  |                    | Сьомов Олег                    | підполковник запасу        | заступник командира загону «БАРС-32» Росгвардії                                         |                                                 | 12 червня 2025            | Запорізька область             |                                                           |
| 9  |                    | Шихалієв Наріман Шамсутдіновіч | підполковник               | (посада — не встановлена), 155-ї гвардійської бригади морської піхоти                   | Інтервенція Росії в Сирію                       | 2 липня 2025 (36 років)   | Коренево, Курська область (РФ) | Загинув в результаті ракетного удару по командному центру |
| 10 |                    | Шипунов Олександр Миколайович  | капітан 2 рангу            | начальник зв'язку 155-ї гвардійської бригади морської піхоти                            |                                                 | 2 липня 2025              | Коренево, Курська область (РФ) | Загинув в результаті ракетного удару по командному центру |
| 11 |                    | Закіров Ільдар                 | підполковник               | командир 1-го мотострілецького батальйону 155-ї гвардійської бригади морської піхоти    |                                                 | 2 липня 2025              | Коренево, Курська область (РФ) | Загинув в результаті ракетного удару по командному центру |
| 12 |                    | Больних Віктор                 | підполковник поліції       | (посада — не встановлена), (підрозділ — не встановлено)                                 |                                                 | до 7 серпня 2025          |                                |                                                           |

### Майори/капітани 3-го рангу
| №  | Світлина / Емблема | Прізвище, ім'я, по батькові       | Звання                                                   | Посада / підрозділ                                                                                           | Участь в інших війнах     | Дата загибелі               | Місце загибелі                 | Примітки                                                                   |
| 1  |                    | Тимухін Дмитро Едуардович         | майор                                                    | (посада — не встановлена), (підрозділ — не встановлено)                                                      |                           | 10 січня 2025               |                                |                                                                            |
| 2  |                    | Васильєв Антон Олексійович        | майор                                                    | (посада — не встановлена), спецназ ГРУ                                                                       |                           | 22 січня 2025               |                                | псевдо «IF»                                                                |
| 3  |                    | Неплюєв Артем Олексійович         | майор                                                    | командир батальйону 247-го гвардійського десантно-штурмового полку                                           | Інтервенція Росії в Сирію | 28 лютого 2025              |                                |                                                                            |
| 4  |                    | Іванов Євген                      | майор                                                    | заступник командира батальйону, (підрозділ — не встановлено)                                                 |                           | до 6 березня 2025           |                                |                                                                            |
| 5  |                    | Євлєв Павло                       | майор поліції                                            | командир роти «БАРС-4», (підрозділ — не встановлено)                                                         |                           | до 6 березня 2025           |                                | псевдо «Бакшейка»                                                          |
| 6  |                    | Савельєв Сергій Олексійович       | майор                                                    | начальник автомобільної служби на космодромі Плесецьк                                                        |                           | 12 березня 2025 (39 років)  |                                |                                                                            |
| 7  |                    | Ломкін Юрій                       | майор                                                    | командир батальйону 83-го мотострілецького полку (в/ч 52034) 69-ї гвардійської мотострілецької дивізії ЗС РФ |                           | 25 березня 2025 (50 років)  | Курська область (РФ)           |                                                                            |
| 8  |                    | Тібілов Марат Георгійович         | майор                                                    | командир групи Національна гвардія Росії                                                                     |                           |                             | Курська область (РФ)           | «Герой Російської Федерації»                                               |
| 9  |                    | Кульчановський Микола Миколайович | майор                                                    | командир танкової роти, 6-та окрема мотострілецька бригада                                                   | війна на сході України    | 26 квітня 2025 (39 років)   |                                | нагороджений званням «Герой "ЛНР"», псевдо «Ефіоп»                         |
| 10 |                    | Гурцієв Заур Олександрович        | майор (у відставці), перший заступник голови Ставропілля | |                           | 29 травня 2025              | Ставрополь                     | Загинув від підриву гранати. В 2022 році керував бомбардуваннями Маріуполя |
| 11 |                    | Ярцев Андрій Вячеславович         | майор                                                    | командир батальйону 30 мсп 72 ОМСБр 44 АК                                                                    |                           | до 17 червня 2025 (51 рік)  | Андріївка Сумська область      | Загинув в ході штурму населеного пункту бійцями 225 ОШП                    |
| 12 |                    | Муртазалієв Шаміль Русланович     | майор                                                    | помічник начальника штабу 155-ї гвардійської бригади морської піхоти                                         |                           | 2 липня 2025 (35 років)     | Коренево, Курська область (РФ) | Загинув в результаті ракетного удару по командному центру                  |
| 13 |                    | Жданов Герман Вікторович          | майор                                                    | (посада — не встановлена), Чорноморський флот ВМФ Росії                                                      |                           | до 14 липня 2025            | Луганська область              |                                                                            |
| 14 |                    | Лукошик Павло Степанович          | майор                                                    | помічник начальника штабу в/ч 51620 (польова пошта)                                                          |                           | до 18 липня 2025 (47 років) | Тьоткіно, Курська область (РФ) | Загинув в ході стрілецького бою                                            |

## Герої Російської Федерації
| № | Світлина / Емблема | Прізвище, ім'я, по батькові | Звання    | Посада / підрозділ                                                                                | Участь в інших війнах | Дата загибелі             | Місце загибелі       | Примітки |
| 1 |                    | Єфремов Сергій Вікторович   | полковник | командир 22-го добровольчого загону БАРС «Тигр», 155-та окрема бригада морської піхоти            |                       | 2 лютого 2025 (51 рік)    | Курська область (РФ) |          |
| 2 |                    | Єгоров Ілля Сергійович      | капітан   |                                                                                                   |                       | до 27 березня 2025        |                      |          |
| 3 |                    | Тібілов Марат Георгійович   | майор     | командир групи Національна гвардія Росії                                                          |                       | 28 березня 2025           | Курська область (РФ) |          |
| 4 |                    | Савченко Антон Олегович     |           | помічник командира по роботі з віруючими, 2-га окрема бригада спеціального призначення            |                       | 12 травня 2025 (35 років) |                      |          |
| 5 |                    | Чеботар Дмитро Георгійович  | лейтенант | командир 4 роти 2 батальйону 433 мотострілецького полку 27-ї гвардійської мотострілецької дивізії |                       | 8 червня 2025 (23 роки)   |                      |          |